# أليكس ماير (لاعب كرة قاعدة)
أليكس ماير (بالإنجليزية: Alex Meyer)‏ (و. 1990  م) هو لاعب كرة قاعدة أمريكي، ولد في غرينسبورغ، مركز لعبه هو مرسل الكرة ‏.

## روابط خارجية
- أليكس ماير على موقع دوري كرة القاعدة الرئيسي (الإنجليزية)
- أليكس ماير على موقعبيزبول رفرنس.كوم (الدوري الرئيسي) (الإنجليزية)
- أليكس ماير على موقعبيزبول رفرنس.كوم (الدوري الثانوي) (الإنجليزية)
- أليكس ماير على موقع إي إس بي إن.كوم (أم.أل.بي) (الإنجليزية)
- أليكس ماير على موقع مشجعي الرسوم البيانية (الإنجليزية)